# Джин Квінтано
Джин Квінтано (англ. Gene Quintano) — американський режисер та сценарист.

## Фільмографія
| Рік  |    | Українська назва                                   | Оригінальна назва                          | Роль                             |
| ---- | -- | -------------------------------------------------- | ------------------------------------------ | -------------------------------- |
| 1981 | ф  |                                                    | Comin' at Ya!                              | сценарист                        |
| 1984 | ф  |                                                    | Making the Grade                           | сценарист, продюсер              |
| 1985 | ф  | Копальні царя Соломона                             | King Solomon's Mines                       | сценарист                        |
| 1986 | ф  | Аллан Квотермейн та втрачене місто золота          | Allan Quatermain and the Lost City of Gold | сценарист                        |
| 1986 | ф  | Поліцейська академія 3: Знову до академії          | Police Academy 3: Back in Training         | сценарист                        |
| 1987 | ф  | Поліцейська академія 4: Квартальна охорона порядку | Police Academy 4: Citizens on Patrol       | сценарист                        |
| 1988 | ф  | Поліцейська академія 5: Операція Маямі-біч         | Police Academy 5: Assignment: Miami Beach  | сценарист (персонажі)            |
| 1989 | в  | Божевільний медовий місяць                         | Honeymoon Academy                          | режисер, сценарист               |
| 1990 | ф  | Чому я?                                            | Why Me?                                    | режисер                          |
| 1993 | ф  | Заряджена зброя 1                                  | Loaded Weapon 1                            | режисер, сценарист               |
| 1995 | ф  | Раптова смерть                                     | Sudden Death                               | сценарист                        |
| 1995 | ф  | Операція «Дамбо»                                   | Operation Dumbo Drop                       | сценарист                        |
| 1998 | тф | Долар за мерця                                     | Dollar for the Dead                        | режисер, сценарист               |
| 1999 | тф | Запізніла розплата                                 | Outlaw Justice                             | сценарист                        |
| 2001 | ф  | Мушкетер                                           | The Musketeer                              | сценарист                        |
| 2004 | ф  | Волохата історія                                   | Funky Monkey                               | сценарист, режисер другого плану |